# Jaroslav Kovačič
Jaroslav Kovačič (* 19. Juli 1984 in Krško) ist ein ehemaliger slowenischer Triathlet und mehrfacher nationaler Meister (2014, 2015). Er ist Vizeeuropameister auf der Triathlon-Langdistanz (2015).

## Werdegang
2011 belegte Kovačič bei der Weltmeisterschaft auf der Triathlon-Langdistanz den 19. Rang.
2014 wurde er slowenischer Meister auf der Triathlon-Kurzdistanz und er konnte diesen Titel 2015 erfolgreich verteidigen. 2015 wurde er zudem auch nationaler Meister auf der Duathlon-Kurzdistanz.

### Vizeeuropameister Triathlon Langdistanz 2015
Im September 2015 wurde er im Rahmen der Challenge Weymouth Triathlon-Vizeeuropameister auf der Langdistanz. Die Challenge Almere-Amsterdam konnte er im September 2018 nach zwei dritten Rängen in den beiden Vorjahren mit 7:55:44 Stunden in persönlicher Bestzeit auf der Langdistanz für sich entscheiden und einen neuen Streckenrekord einstellen.
Im Mai 2019 wurde der damals 34-Jährige in Spanien Dritter bei der Weltmeisterschaft auf der Triathlon-Langdistanz.
Im September wurde er hinter Zweiter hinter dem Australier Cameron Wurf beim Ironman Italy.
Seit 2020 tritt Jaroslav Kovačič nicht mehr international in Erscheinung.

## Sportliche Erfolge
| Datum/Jahr    | Rang | Wettbewerb                                           | Austragungsort  | Zeit     | Bemerkung                                                                                            |
| ------------- | ---- | ---------------------------------------------------- | --------------- | -------- | --- |
| 29. Jan. 2016 | 5    | Ironman 70.3 Dubai                                   | Dubai           | 03:44:35 | beim ersten Rennen der „Challenge Triple-Crown-Serie“                                                |
| 18. Okt. 2015 | 1    | SLO Middle Distance Triathlon National Championships | Slowenien       | 03:57:00 | |
| 5. Sep. 2015  | 1    | SLO Triathlon National Championships                 | Slowenien       | 01:58:28 | |
| 16. Aug. 2015 | 1    | Allgäu Triathlon                                     | Immenstadt      | 04:04:48 | Sieger auf der Mitteldistanz                                                                         |
| 19. Juli 2015 | 2    | Trumer Triathlon                                     | Obertrum am See | 04:08:07 | Zweiter auf der Mitteldistanz (1,9 km Schwimmen, 88,5 km Radfahren und 21,1 km Laufen)               |
| 29. Juni 2015 | 2    | Chiemsee-Triathlon                                   | Chiemsee        | 03:42:54 | Zweiter hinter dem Österreicher Thomas Steger                                                        |
| 7. Sep. 2014  | 1    | SLO Triathlon National Championships                 | Slowenien       | 01:49:20 | |
| 23. Aug. 2014 | 10   | Ironman 70.3 Budapest                                | Budapest        | 04:00:48 | |
| 7. Juli 2013  | 2    | SLO Triathlon National Championships                 | Slowenien       | 01:49:58 | Zweiter und Vizestaatsmeister hinter David Pleše                                                     |
| 5. Juli 2009  | 34   | ETU Short Distance Triathlon European Championships  | Rijssen-Holten  | 01:49:37 | Europameisterschaft auf der olympischen Distanz (1,5 km Schwimmen, 40 km Radfahren und 10 km Laufen) |

| Datum/Jahr    | Rang | Wettbewerb                                                   | Austragungsort    | Zeit       | Bemerkung                                                                                           |
| ------------- | ---- | ------------------------------------------------------------ | ----------------- | ---------- | --------------------------------------------------------------------------------------------------- |
| 21. Sep. 2019 | 2    | Ironman Italy                                                | Cervia            | 08:03:11   | |
| 4. Mai 2019   | 3    | ITU Long Distance Triathlon World Championships              | Pontevedra        | 05:12:02   | |
| 8. Sep. 2018  | 1    | Challenge Almere-Amsterdam                                   | Almere            | 07:55:44   | mit persönlicher Bestzeit                                                                           |
| 9. Sep. 2017  | 3    | Challenge Almere-Amsterdam                                   | Almere            | 08:05:40   | |
| 15. Aug. 2018 | 2    | Embrunman                                                    | Embrun            | 09:49:45,8 | Zweiter auf der Langdistanz                                                                         |
| 9. Sep. 2017  | 3    | Challenge Almere-Amsterdam                                   | Almere            | 08:05:40   | |
| 15. Aug. 2017 | 3    | Embrunman                                                    | Embrun            |            | auf der Langdistanz                                                                                 |
| 3. Sep. 2016  | 1    | Austria-Triathlon                                            | Podersdorf        |            | |
| 13. Sep. 2015 | 2    | ETU Challenge Long Distance Triathlon European Championships | Weymouth (Dorset) | 08:45:51   | Vizeeuropameister auf der Langdistanz bei der Challenge Weymouth                                    |
| 5. Nov. 2011  | 19   | ITU Long Distance Triathlon World Championships              | Henderson         | 05:33:41   | Weltmeisterschaft auf der Triathlon-Langdistanz (4 km Schwimmen, 120 km Radfahren und 30 km Laufen) |

| Datum/Jahr    | Rang | Wettbewerb                          | Austragungsort | Zeit | Bemerkung |
| ------------- | ---- | ----------------------------------- | -------------- | ---- | --------- |
| 19. Apr. 2015 | 1    | SLO Duathlon National Championships | Slowenien      |      |           |

| Datum/Jahr   | Rang | Wettbewerb                           | Austragungsort | Zeit     | Bemerkung |
| ------------ | ---- | ------------------------------------ | -------------- | -------- | --------- |
| 6. Sep. 2020 | 5    | SLO Aquathlon National Championships | Brestanica     | 00:32:32 |           |

(DNF – Did Not Finish)